# Myteriet på De Zeven Provinciën

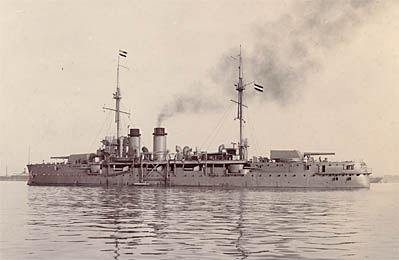
Hr.Ms. De Zeven Provinciën

Myteriet på De Zeven Provinciën var ett myteri på ett nederländskt örlogsfartyg som ägde rum den 4 till 14 februari 1933 och som väckte stor debatt i nederländsk politik.
Hr. Ms. De Zeven Provincien var ett nederländskt pansarskepp som befann sig på uppdrag i Sydostasien vid tillfället för myteriet. Delar av besättningen, som bestod av såväl holländare som indoneser, tog över fartyget när det befann sig längs Sumatras kust.
Efter sex dagar beordrade den nederländska försvarsministern Laurentius Nicolaas Deckers att militärflyg skulle bomba fartyget. En av bomberna träffade skeppet varvid 23 myterister omkom och de övriga omedelbart gav upp.
Anledningen till myteriet har diskuterats ingående, såväl i det dåtida Nederländerna som bland historiker ända fram i våra dagar. J.C.H. Blom har hävdat att myteriet var spontant och oplanerat och orsakat av protester mot lönesänkningar och dåliga arbetsförhållanden. L. de Jong trodde att myteriet iscensatts av aktiva kommunistceller bland manskapet ombord på fartyget, något som gjorde myteristerna till hjältar bland vänsteraktivister och hatobjekt i högernationalistiska kretsar. Det har också hävdats att myteristerna inspirerats av myteriet brittiska sjömän baserade i Invergordon, ett och ett halvt år tidigare. Peter Boomegaard kopplade myteriet till den sociala oro, med strejker, som vid denna tid ägde rum i Nederländska Ostindien och som de holländska myndigheterna var fast beslutna att kväsa, med alla till buds stående medel.

## Politiska konsekvenser

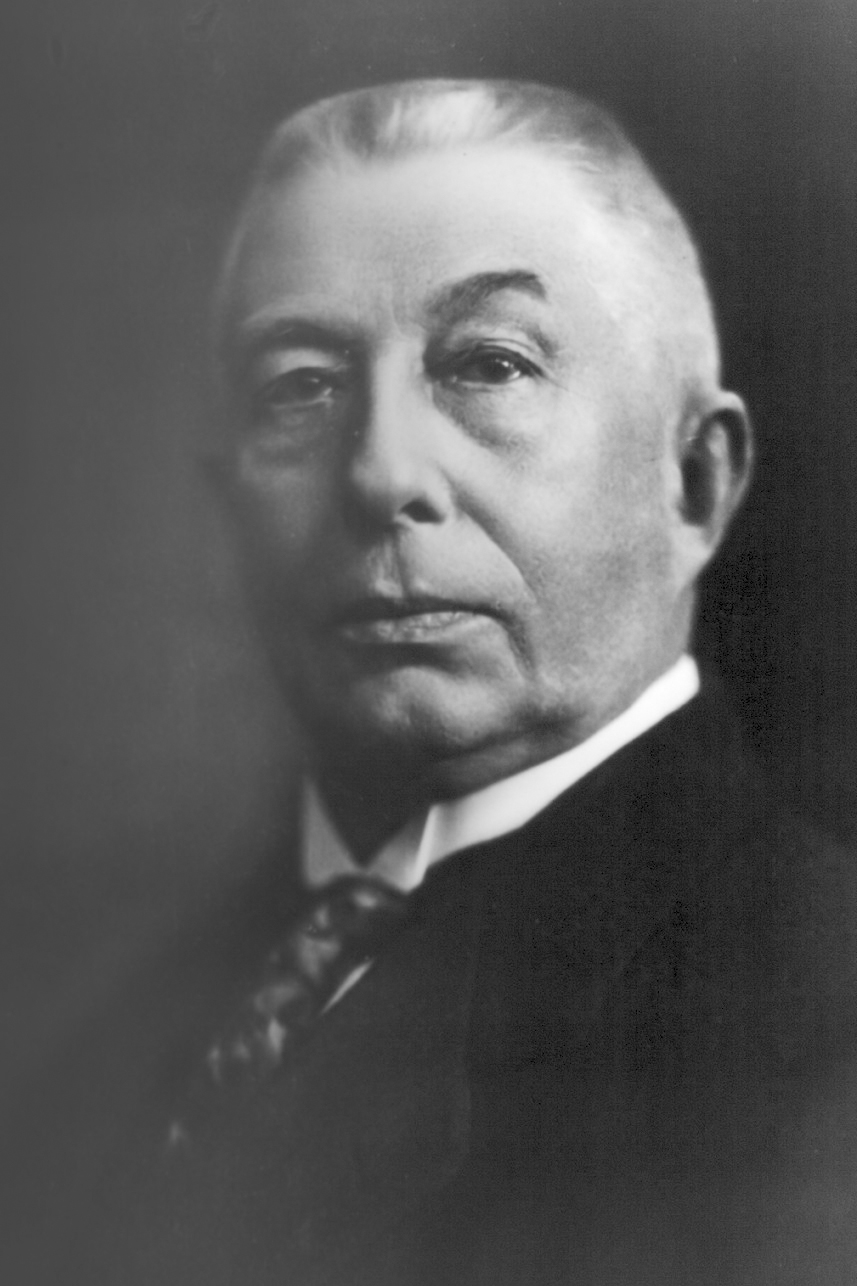
Hendrikus Colijn, nederländsk premiärminister 1925-1926 och 1933-1939.

I Nederländerna fick incidenten påverkan på valet i april 1933, då Socialdemokratiska arbetare-partiet (SDAP) gick bakåt och Antirevolutionära partiet gick fram. Detta ledde till att Hendrikus Colijn, som själv hade ett förflutet från armén i Ostindien och tjänstgjort under blodiga kolonialuppror, ersatte Charles Ruijs de Beerenbrouck som premiärminister. Regeringen deklarerade att man föresatt sig att utrota allt socialistiskt inflytande och alla "instabila element" bland offentliganställda och marinens fackliga företrädare.
Ett nytt parti Alliansen för nationell återuppbyggnad, med stöd för kolonialväldet som främsta fråga, bildades omedelbart efter myteriet 1933 och fick efter bara två månaders verksamhet 30 000 röster och ett mandat i parlamentet. Samtidigt exploderade Anton Musserts Nationalsocialistiska rörelsen i Nederländerna i medlemsantal, från 1 000 medlemmar i januari 1933 till 22 000 ett år senare.
Den enda tydliga rösten som försvarade myteristerna var Revolutionära socialistpartiet och dess partiledare Henk Sneevliet som dömts till fem månaders fängelse för att ha hyllat myteriet som "starten på den antikoloniala revolutionen".